# Episodi de La camera oscura
La prima e unica stagione della serie televisiva La camera oscura, composta da 16 episodi, è stata trasmessa negli Stati Uniti sul canale ABC dal 27 novembre 1981 al 15 gennaio 1982.
| n. | Titolo originale                | Prima TV USA     |
| -- | ------------------------------- | ---------------- |
| 1  | Closed Circuit                  | 27 novembre 1981 |
| 2  | Stay Tuned, We'll Be Right Back | 27 novembre 1981 |
| 3  | The Bogeyman Will Get You       | 4 dicembre 1981  |
| 4  | Uncle George                    | 4 dicembre 1981  |
| 5  | Needlepoint                     | 11 dicembre 1981 |
| 6  | Siege of 31 August              | 11 dicembre 1981 |
| 7  | A Quiet Funeral                 | 18 dicembre 1981 |
| 8  | Make Up                         | 18 dicembre 1981 |
| 9  | The Partnership                 | 25 dicembre 1981 |
| 10 | Daisies                         | 25 dicembre 1981 |
| 11 | Catnip                          | 25 dicembre 1981 |
| 12 | Lost in Translation             | 8 gennaio 1982   |
| 13 | Guillotine                      | 8 gennaio 1982   |
| 14 | Exit Line                       | 15 gennaio 1982  |
| 15 | Who's There?                    | 15 gennaio 1982  |
| 16 | The Rarest of Wines             | 15 gennaio 1982  |